# Blomsholm
Blomsholm i Skee sogn i Strömstads kommun, Bohuslän er et område nord for Strömstad hvor der findes mange fortidsminder fra stenalderen og frem til middelalderen. Blandt andet findes Bohusläns største stensætning og en af  Sveriges største skibssætninger i området. Stensætningen består til fra andre, af et lige antal (10) stenblokke omkring midtstenen og diameteren er 38 meter. Skibssætningen som består af 49 sten er 41 x 9 meter og stenene midtskibs er 1 meter mens stenene for og akter er 4 meter høje. Også 7 gravfelter fra jernalderen samt storhøjen Grönehög findes her. 

## Blomsholms säteri
Blomsholms säteri er en sædegård som blev grundlagt 1625 af den nordtyske adelsmand Anders Blume, men blev handlet flere gange, første gang i 1628 og allerede i 1644 blev general Sven Ranck dens femte ejer. En mindesten fra 1660-tallet over Sven Ranck og hans hustru Anna Bergengren findes midt i skibssætningen, selv om de ikke er begravet der.
I begyndelsen af 1700-tallet brændte säteriet ned og erstattedes i  1710 af de bygninger som nu findes på stedet. Under Karl 12.s krigstogt mod Norge i 1718 fungerede säteriet som feltsygehus eftersom det lå ved Galärvägen, den transportrute som Karl 12. med 800 soldaters hjælp anvendte for at transportere tolv fartøjer (galärer, på dansk galejer) over land og via søerne Strömsvattnet og Färingen til Iddefjorden. Soldater som døde under krigen menes begravet under skibssætningen.
Statarlängen som byggedes 1899 er i dag serveringssted og museum hvor  en af de fire lejligheder er indrettet som den var da de seneste landarbejdere levede her i 1938.
- Landarbejderlænge
- Skibssætningen ved Blomsholm
- Mindestenen over Sven Ranck og hans hustru Anna Bergengren midt i skibssætningen
- Flere rejste sten findes på Blomsholms marker
- Den største af de to stensætninger som findes på området
- Grönehög ligger ved Värmlandsbro (Nordlige udkørsel på E6 fra Strömstad)

## Eksterne kilder og henvisninger
- Wikimedia Commons har flere filer relateret til Blomsholm
- Blomsholm i Fotevikens Museums databas. Arkiveret 12. august 2010 hos  Wayback Machine´

58°58′22.6″N 11°14′29.3″Ø / 58.972944°N 11.241472°Ø